# Yannis Behrakis
Yannis Behrakis (en griego: Γιάννης Μπεχράκης; Atenas, 1960-2 de marzo de 2019) fue un fotoperiodista griego y editor jefe de Reuters. Entre los reconocimientos más importantes que recibió a lo largo de su carrera, destacan el World Press Photo (2000), el de Fotógrafo del Año del periódico británico The Guardian (2015) y un Premio Pulitzer (2016) por una fotografía de la crisis de refugiados sirios.

## Trayectoria
Behrakis estudió fotografía en la Escuela de Artes y Tecnología de Atenas y recibió su licenciatura (con honores) en la Universidad de Middlesex. Trabajó como fotógrafo de estudio en Atenas entre 1985 y 1986. Un año después, en 1987, inició una relación de trabajo como contratista para Reuters y a finales de 1988 le ofrecieron un puesto de trabajo en la agencia con sede en Atenas. Su primera misión en el extranjero fue en Libia en enero de 1989. Desde entonces, documentó una serie de acontecimientos, incluyendo el funeral del ayatolá Jomeini en Irán, los cambios en Europa del Este y los Balcanes, las guerras en Croacia, Bosnia y Kosovo, Chechenia, Sierra Leona, Somalia, Afganistán, Líbano, la primera y segunda guerra del Golfo en Irak, la Primavera Árabe en Egipto, Libia y Túnez, la guerra civil en Ucrania, el bombardeo de la OTAN contra el ISIS en Kobane (Siria), la crisis financiera griega y la crisis de los refugiados en 2015.
También cubrió el conflicto israelí-palestino durante muchos años, los terremotos en Cachemira, Turquía, Grecia e Irán y los principales acontecimientos noticiosos en todo el mundo. También cubrió cuatro Juegos Olímpicos de Verano, la Copa del Mundo de 1994 en los Estados Unidos y muchos eventos deportivos internacionales. Se trasladó con Reuters a Jerusalén como fotógrafo jefe para Israel y los Territorios Palestinos en 2008/9. En 2010, regresó a Grecia para cubrir la crisis financiera.
Participó en exposiciones colectivas e individuales en Atenas, Salónica, Londres, Edimburgo, Nueva York, Roma, Barcelona, Madrid, Portugal, Francia y Dubái.
En 2000, Behrakis sobrevivió a una emboscada en Sierra Leona donde el reportero estadounidense Kurt Schork y el camarógrafo español Miguel Gil Moreno de Mora, de Associated Press Television, fueron asesinados. Él y el camarógrafo sudafricano Mark Chisholm lograron escapar de los atacantes. En 2016, lideró un equipo de Thomson Reuters con el que ganó el Premio Pulitzer de 2016 por Fotografía de Noticias de última hora.
Behrakis murió el 2 de marzo de 2019 tras sufrir un cáncer.

## Premios
- 2016 – Como miembro del equipo de fotografía de Reuters, Premio Pulitzer, Breaking News Photography.[6]
- Fotógrafo Europeo de Noticias del Año, European Fuji Awards (en 1998, 2002 y 2003).[8]
- Fotógrafo de noticias griego del año, siete veces por los premios griegos Fuji Awards.[8]
- 1999 – Premio de fotografía del Overseas Press Club of America.[9]
- 2000 – 1.er premio en la categoría de Historias de Noticias Generales, otorgado por la World Press Photo Foundation por su trabajo sobre Kosovo.[9][10]
- 2000 – Premio de la Fundación Botsis.[9]
- Tres veces los premios Bayeux-Calvados para corresponsales de guerra.[11]
- Premios del Concurso Internacional de Fotografía de Prensa de China 2004, 2009, 2013, 2014,[12] 2015,[13] y 2016[14]
- 2012 – Premio a la excelencia al Mejor Fotoperiodismo (BOP) en reportajes generales.
- Premios 2013 y 2015 en la categoría de Noticias Generales de Fotos del Año Internacional (POYi) por la Escuela de Periodismo de Misuri.[15][16]
- 2015 – Fotógrafo del Año por el periódico británico The Guardian.[17]
- 2015 – Fotoperiodista del año por Reuters.
- 2016 – Primer premio en los Days Japan International Photojournalism Award.[18]